# Kuehneoteri
El kuehneoteri (Kuehneotherium praecursoris) és una espècie de mamaliaforme extint que visqué entre el Triàsic superior i el Juràssic inferior. Se n'han trobat restes fòssils a Groenlàndia, el Regne Unit, França i Luxemburg. Les troballes consisteixen en una molar superior, nou altres dents i quatre fragments dentals. Es caracteritzava per tenir les cúspides de les molars amb un patró de triangle invertit.